# 生命の起原および進化学会
生命の起原および進化学会（せいめいのきげんおよびしんかがっかい、英名 The Society for the Study of the Origin and Evolution of Life - Japan、略称 SSOEL - Japan）は、生命の起原および進化の研究発展・開発・推進を目的として1975年に設立された学会。
事務局を福岡県福岡市東区和白東3-30-1 福岡工業大学工学部生命環境化学科に置いている。

## 事業
- 研究発表会・学術講演会の開催、学会誌等出版物の刊行など[1]

## 出版物
- 『Viva Origino』[2]